# Сосновый бор острова Ягры
Сосновый бор острова Ягры — особо охраняемая природная территория местного значения, рекреационная зона, расположенная вдоль берега Белого моря посередине острова Ягры в городе Северодвинске Архангельской области.

## Описание

### География
Ягринский сосновый бор расположен на острове Ягры города Северодвинск Архангельской области. Он протягивается вдоль берега Белого моря на почти три километра от жилых массивов на юге острова на север, до братской могилы полярников парохода «Седов», а также поперёк всего острова, от прибрежной косы до реки Ягорка.
Площадь соснового бора составляет 184,4 гектара (1,844 км²), то есть 1,53 % от площади города Северодвинска. Под охраной в сосновом бору находятся собственно сосновый лес, который старше Северодвинска и насчитывает около 200 лет, а также дюны прибрежной косы Северодвинска. На территории бора расположено в общем счёте восемь болот с площадью в 57,7 га, то есть они занимают почти треть площади бора. Высота над уровнем моря сильно разнится: в затопляемых лайдах она составляет меньше 1 м, а дюны, отделяющие берег Белого моря от бора, достигают высоты 15 м.

### Лес
71,9 % деревьев бора составляют сосняки, из них 45,1 % черничные и 26,3 % брусничные. Ещё 26,3 % деревьев составляют березняки. Многие из деревьев леса имеют причудливые формы. По данным лесопатологического исследования, 13 % сосняков имеют повреждения, и лишь 2 % деревьев абсолютно здоровы. Многие повреждения связаны с антропогенной нагрузкой (вытаптывание троп) и ветровой эрозией, воздействующей уже на почти голые почвы. Деревья произрастают в основном на моренных суглинках.

### Климат
Климат на территории бора субарктический, со средней температурой января −11,1°C и июля +15,6°C. Годовая норма осадков составляет 434 мм, они выпадают за 201 день с осадками. 215 дней на территории бора сохраняются отрицательные температуры, а дней с температурами выше +10 всего 72 в году.

### Проблемы
Территория соснового бора постоянно подвергается антропогенной нагрузке ввиду своей привлекательности для отдыха не только для жителей Северодвинска, но и всей Архангельской агломерации. По территории бора проходит асфальтированная дорога, ведущая к воинскому мемориалу и парковкам, периодически переполненным летом. Кроме того, на территории лесного массива периодически проводятся разного рода мероприятия. В сентябре 2016 года пять дней в ягринском бору проходили военные учения, в ходе которых использовалась аэрозольная завеса. В 2017 году жительница Северодвинска Елена Чайка стала свидетельницей массового мероприятия в центре соснового бора. В 2022 году группа молодых людей разожгла костёр, слушала громкую музыку и оставила после себя мусор во время празднования последнего звонка в сосновом бору, после чего началась проверка в региональном УМВД.
В 2021 году была организована попытка построить коллектор ливневой канализации на острове, для чего могли быть вырублены около сотни реликтовых сосен, расположенных возле жилых массивов. Проект не прошёл экологическую экспертизу.

## Движение за сохранение
30 мая 2002 года II созыв муниципального совета депутатов объявил о придании сосновому бору острова Ягры официального статуса особо охраняемой природной территории местного значения. Таким образом на территории бора было запрещено выгуливать домашних животных, ездить на автомобилях вне дорог и мыть их и так далее. В 2009 и 2016 годах решение было дополнено решениями совета депутатов.
При поддержке Фонда президентских грантов РФ, Губернаторского центра АО, конкурса «Молодёжь Северодвинска», конкурса «Общественная инициатива», компании ГТ — Север, WWF Архангельска и других партнёров было создано «Общество защиты Ягринского бора» (ОЗЯБ), занимающееся защитой соснового бора и популяризацией бережного отношения к природному объекту.
Для привлечения внимания к проблемам соснового бора на острове Ягры в Северодвинске в 2020—2021 годах сборной Тайболы были написаны муралы, на одном из них, созданном в 2020 году за 9 дней на проспекте Бутомы, 10, изображены легендарные две сосны. Летом 2021 года на доме на Октябрьской, 59 был так же сделан стрит-арт с белками, часто встречающимися обитателями соснового бора. Позже, осенью 2021 года был написан стрит-арт на веранде и фасаде дома по адресу бульвар Приморский, 42. Кроме того, в сосновом бору периодически проводятся общегородские субботники, последний из них прошёл 30 июля 2022 года по инициативе ОЗЯБ.
В 2020 году во время пандемии коронавируса въезд на территорию соснового бора был ограничен.

## Галерея

Сосновый бор острова Ягры
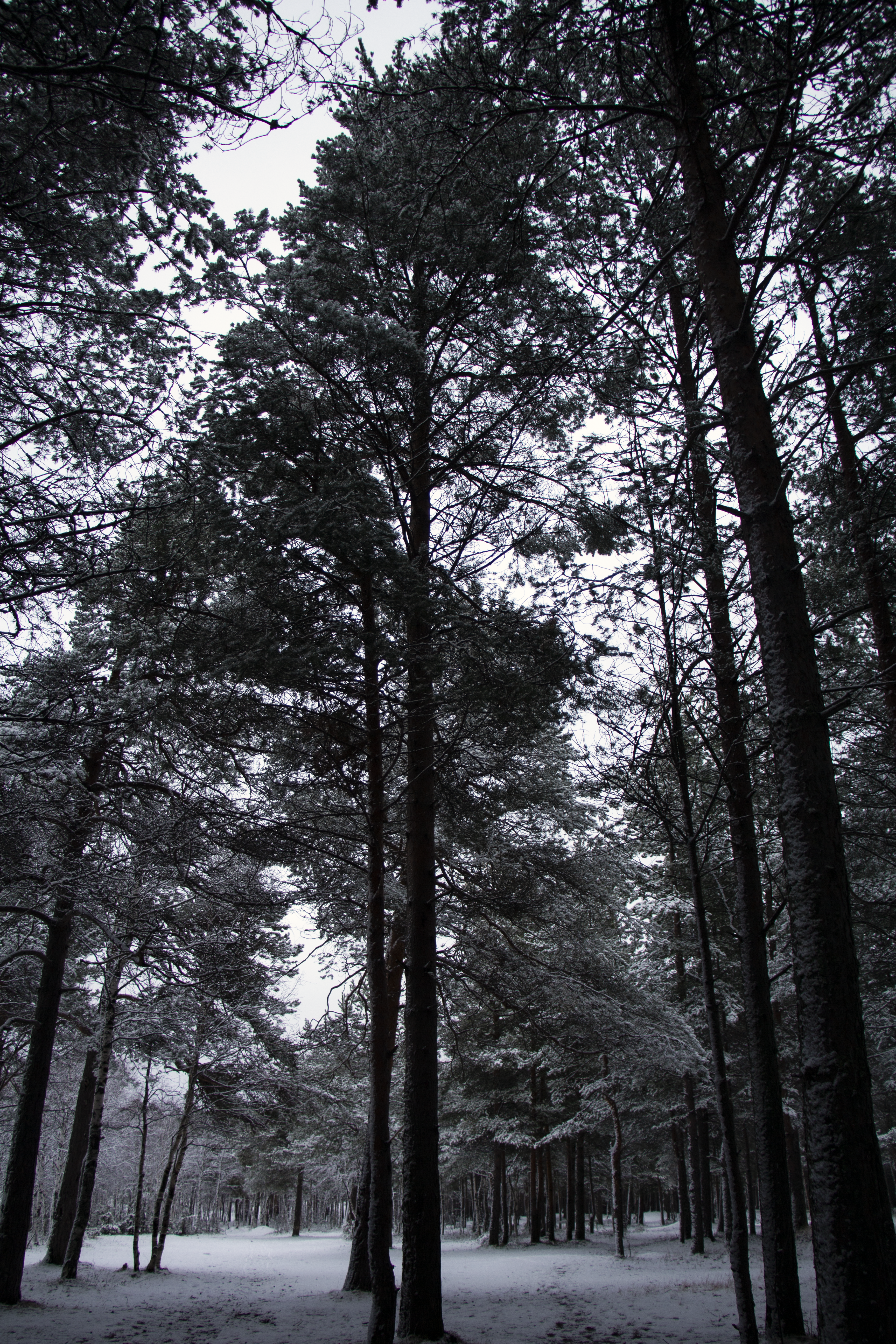
Деревья в сосновом бору
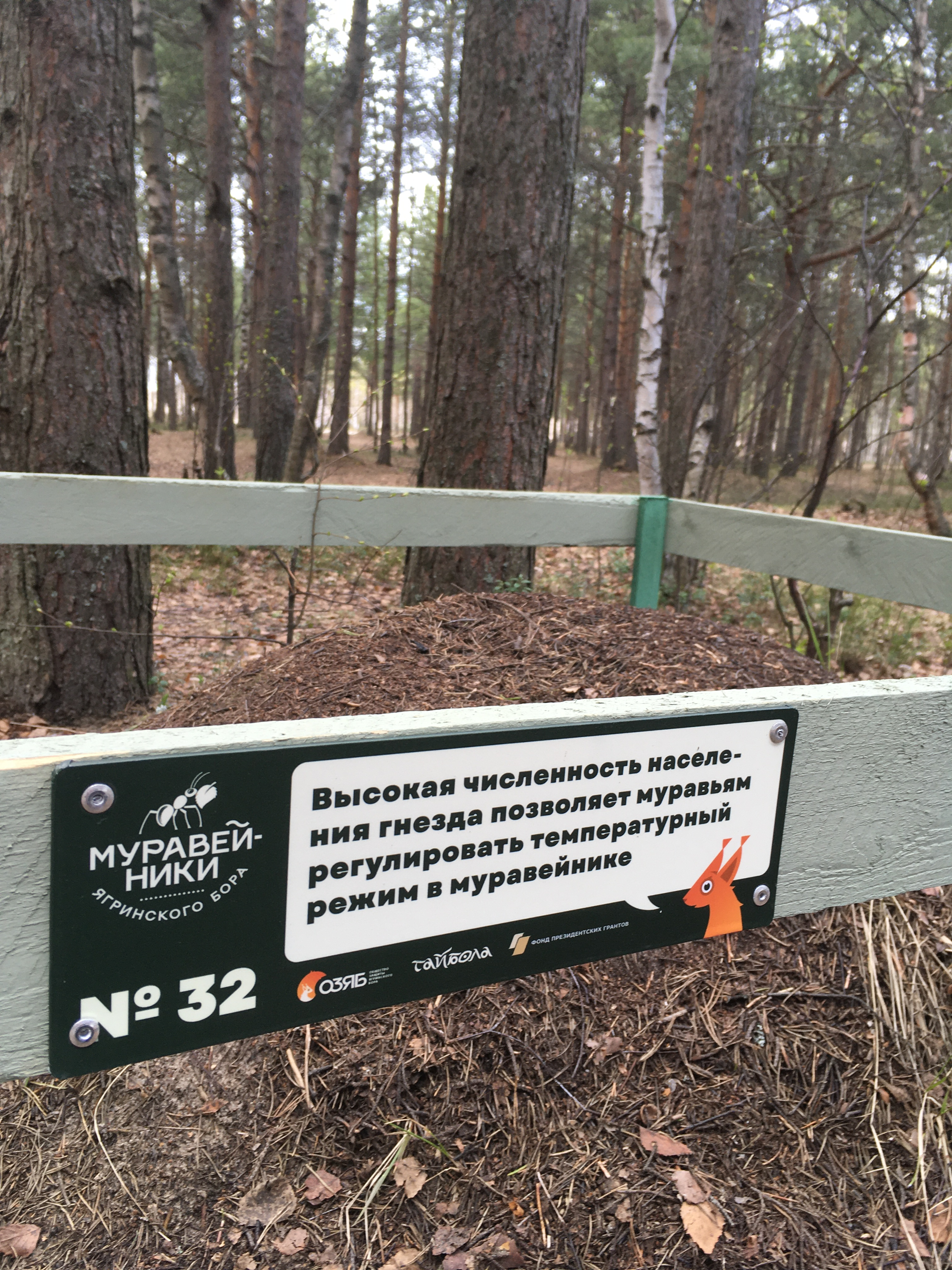
Ограждение вокруг муравейника и табличка, установленные сторонниками сохранения бора
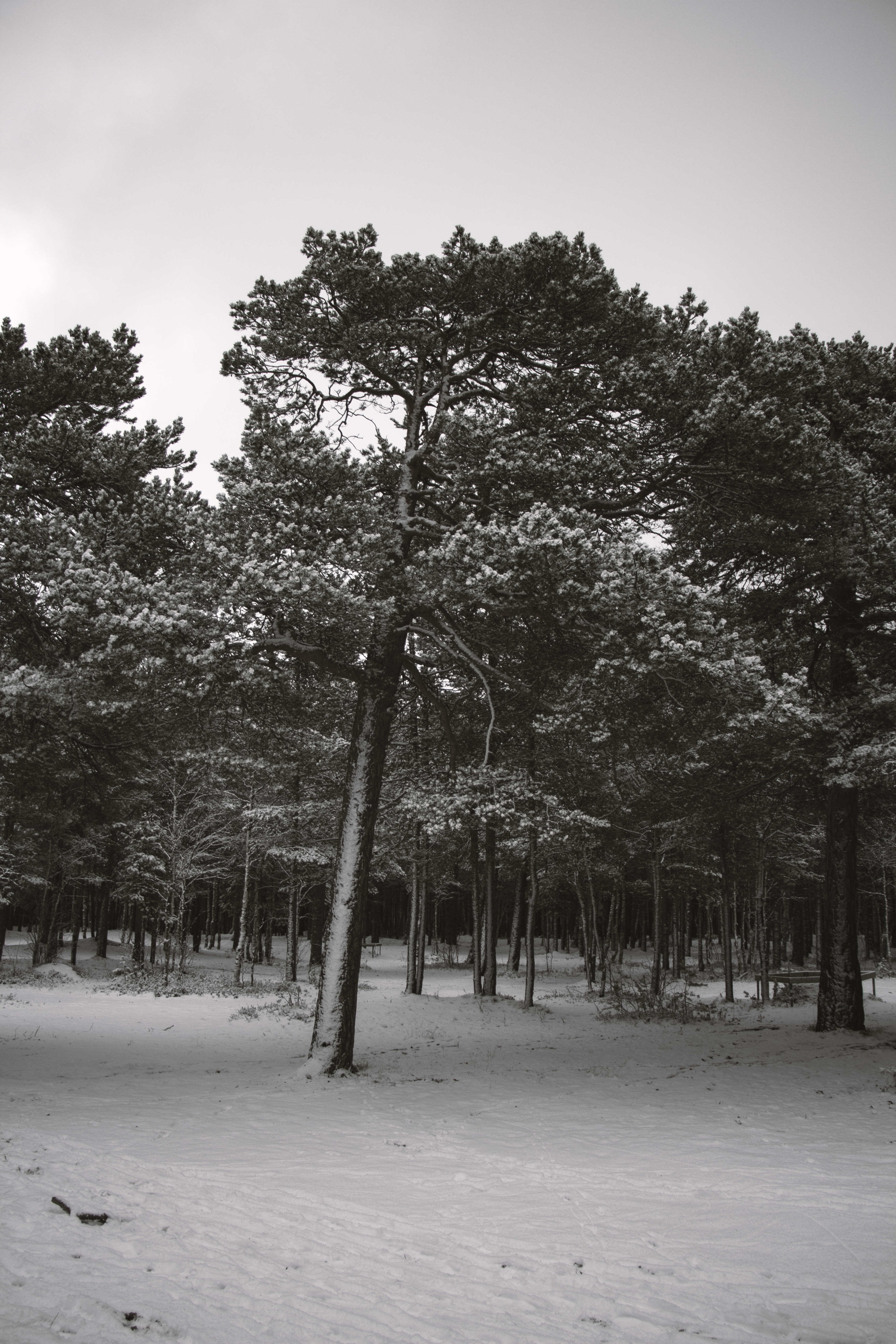
Деревья в сосновом бору
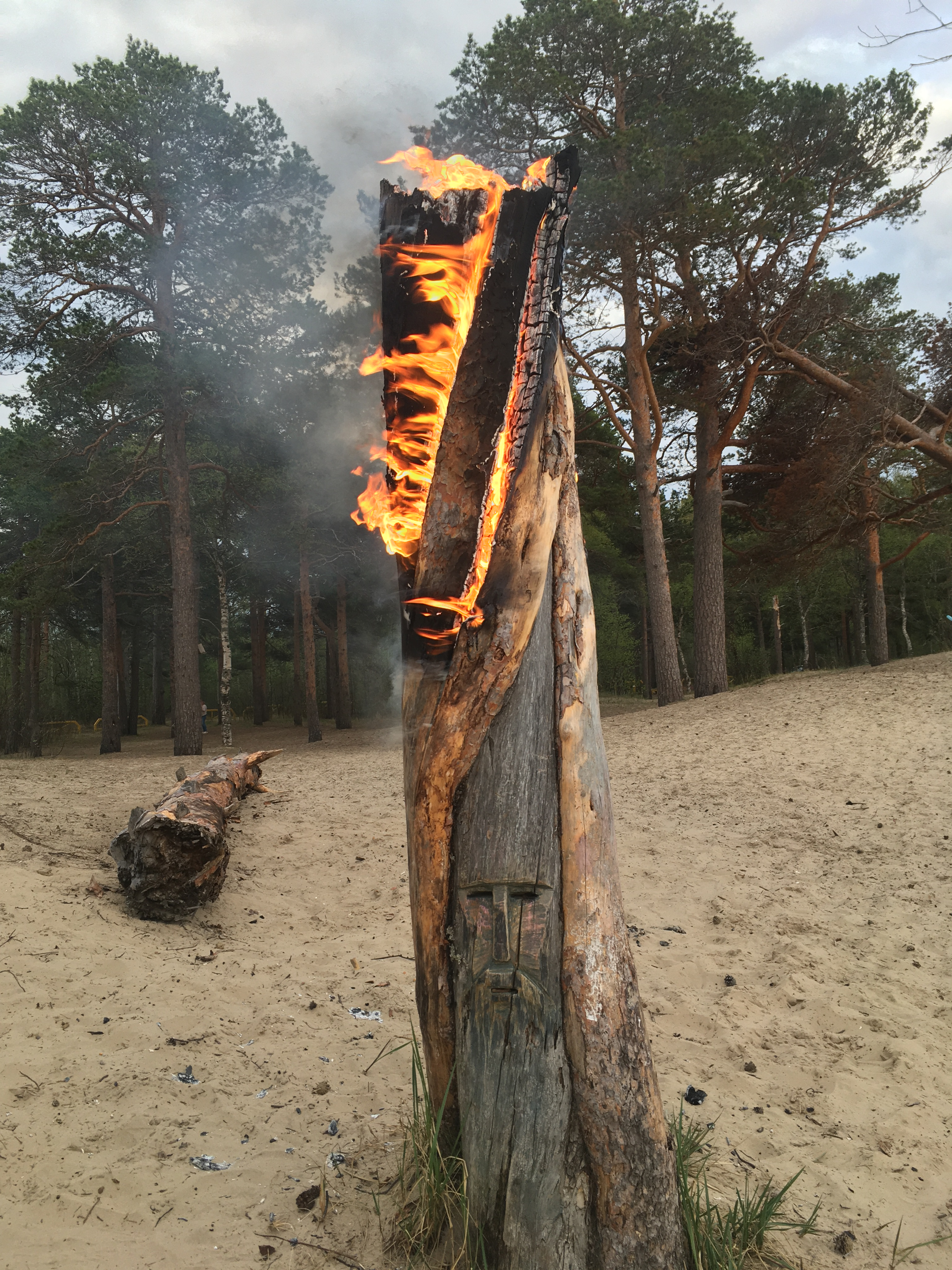
Сожжение сухостоя в сосновом бору
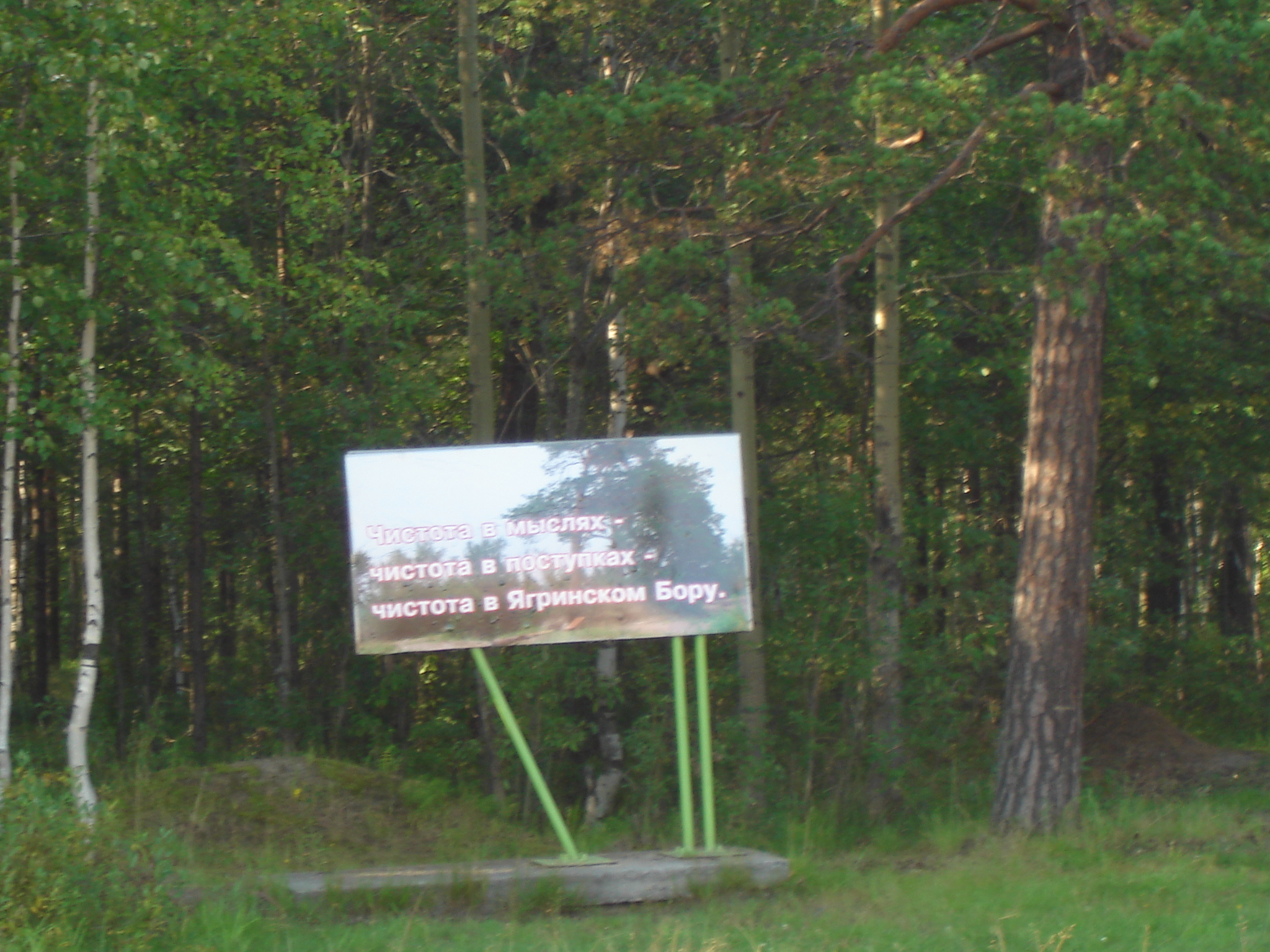
Табличка в сосновом бору
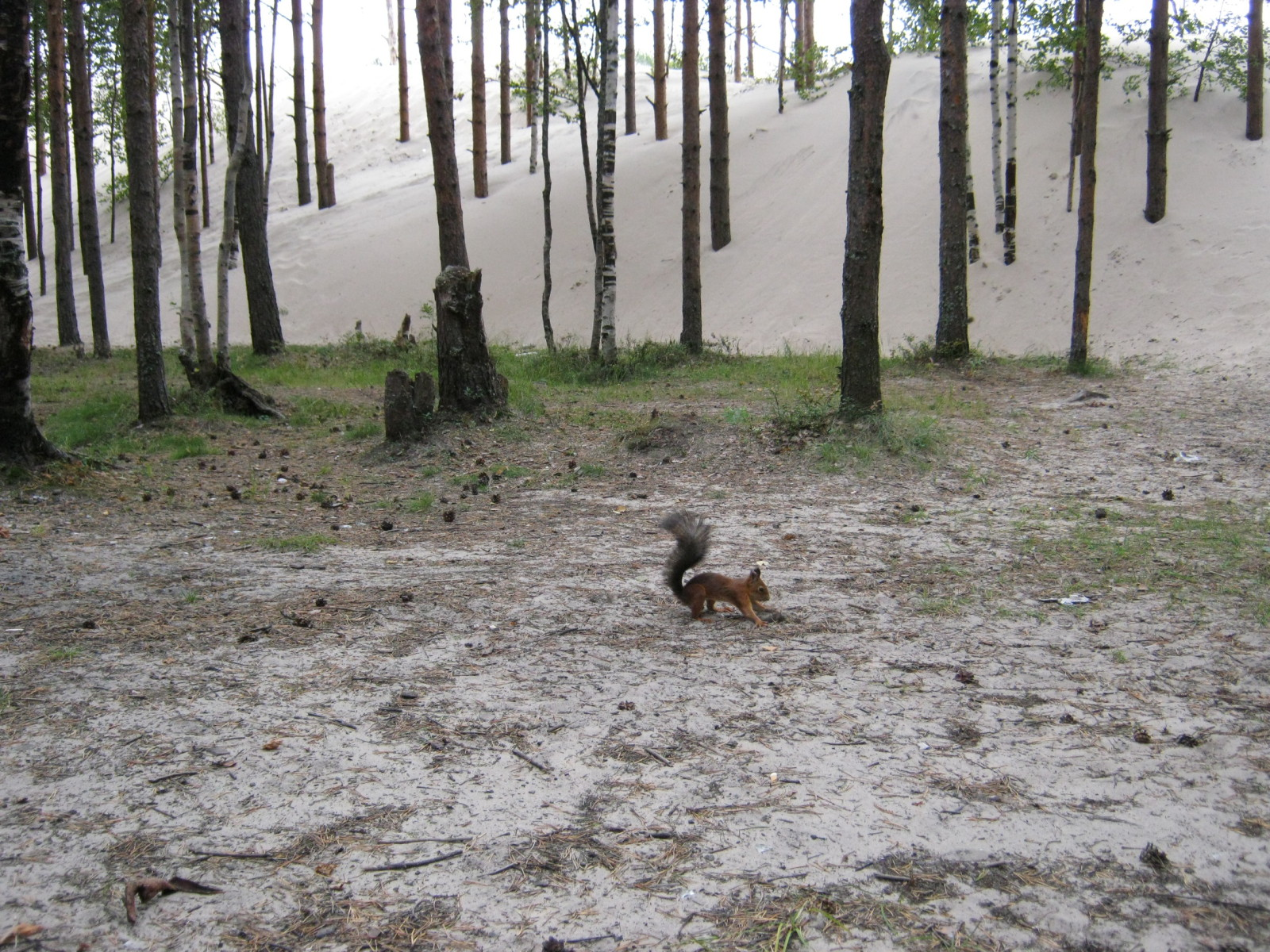
Белка
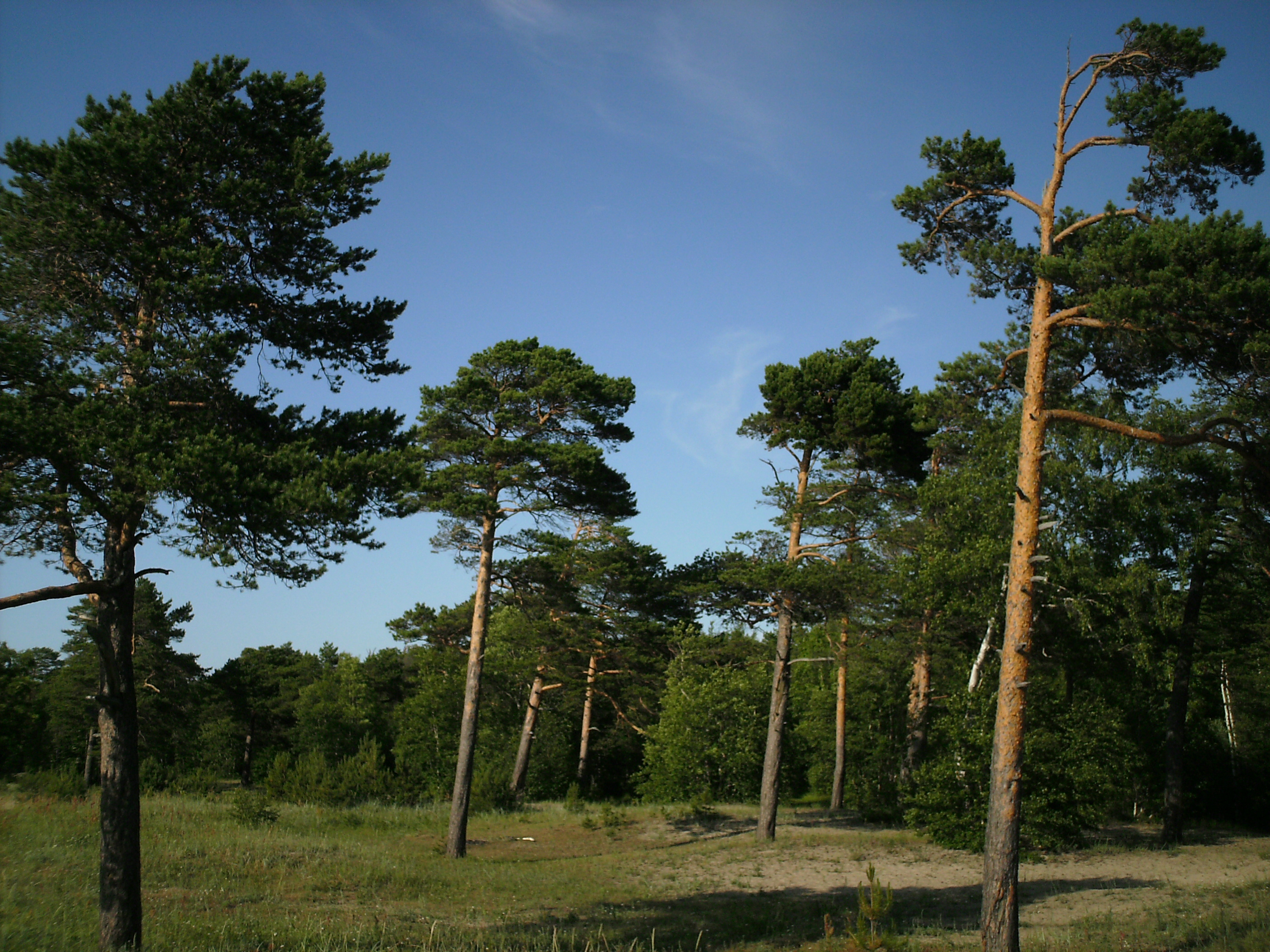
Деревья в сосновом бору возле моря

### Видеоролики
- Что нельзя делать в Сосновом бору на Яграх? 📹 TV29.RU (Северодвинск) (рус.)
- Сосновый бор острова Ягры, весна. (рус.)
- Сосновый бор о.Ягры (рус.)
- Сосновый Бор Ягры - уникальная экосистема или толпы, костры и шум? (рус.)